# 孙泽霖
孙泽霖（英語：Julian Sun，1999年7月4日—），出生于中国黑龙江省哈尔滨市，中国大陆歌手、演员。2019年参加爱奇艺青年励志综艺节目《青春有你》。2020年出演爱奇艺网络剧《报告王爷，王妃是只猫》。

## 演艺经历
孙泽霖于1999年7月4日出生于中国黑龙江省哈尔滨市。2019年1月，孙泽霖开始参加爱奇艺青年励志综艺节目《青春有你》。同月，孙泽霖发行单曲《我多喜欢你，你会知道》。2020年4月，孙泽霖特别出演爱奇艺网络剧《报告王爷，王妃是只猫》，并为该剧演唱插曲《没忘记爱你》。2022年5月，孙泽霖毕业于哈尔滨音乐学院声乐歌剧系。

## 音乐作品

### 单曲
- 《我多喜欢你，你会知道》（2019）
- 《没忘记爱你》（2020）

## 影视作品

### 网络剧
- 《报告王爷，王妃是只猫》（2020）

### 综艺节目
- 《青春有你》（2019）